# Benedict Humprey Sumner
Benedict Humprey Sumner (ur. 1893, zm. 1951) – brytyjski historyk, profesor w Oksfordzie, badacz dziejów Rosji. 

## Wybrane publikacje
- Russia and the Balkans, 1870-1880, Oxford 1937.
- War and history, Edinburgh 1945.
- Peter the Great and the Emergence of Russia, London 1950.
- Peter the Great and the Ottoman Empire, Oxford 1950.